# Money (Midlands)
Money war eine englische New-Wave-of-British-Heavy-Metal- und Rock-Band aus den Midlands, die in den 1970er Jahren gegründet wurde und sich 1981 auflöste.

## Geschichte
Die Band wurde Mitte bis Ende der 1970er Jahre in den Midlands gegründet. Nachdem sie einen Plattenvertrag bei Gull Records erreicht hatte, wurde Ende 1978 die Single Searching, mit Where Have All the Dancers Gone? als B-Seite, aufgenommen. Im folgenden Jahr schloss sich das Debütalbum First Investment an, das von Chris Tsangarides produziert worden war. Tsangarides spielte auch die Keyboardaufnahmen hierfür ein. Für den japanischen Markt wurden zudem Extrapressungen angefertigt. Am 22. Februar 1980 war die Gruppe in der Friday Rock Show zu hören und spielte dabei die neuen Songs Man in a Subway, Fast World und Another Case of Suicide sowie eine neu arrangierte Version von Leo the Jester. Letzteres Lied wurde im selben Jahr von BBC Records auf dem Best-Of-Sampler Metal Explosion verwendet. Später im selben Jahr erschien über Hobo Records die EP Fast World, die das titelgebende Lied, Another Case of Suicide und Small Time Criminal enthält. Anfang 1981 schlossen sich einige Headliner-Auftritte an. Dabei spielte die Band auch neue Lieder, die eine Grundlage für ein späteres zweites Album sein sollten. Da die Tour jedoch kein Erfolg war, kam es nach Auftritten zusammen mit The Pretty Things zur Auflösung. In ihrer Karriere trat die Band unter anderem auch zusammen mit Motörhead auf.

## Stil
Laut Malc Macmillan in The N.W.O.B.H.M. Encyclopedia spielt die Gruppe auf dem Debütalbum für die New Wave of British Heavy Metal ungewöhnliche Musik, die an Next Band, Orion und Tutch erinnere. Ambitioniertere Stücke wie Geneva und Statements and Demands klängen nach Queen oder Sparks. Die neuen Lieder, die in der Friday Rock Show gespielt worden seien, würden NWoBHM-Riffs und bessere Songstrukturen aufweisen. Ihre Wurzeln habe die Band – ähnlich anderen Gruppen wie Quartz, Nightwing und Rage – im traditionellen Rock der 1970er Jahre. Matthias Mader befand in NWoBHM New Wave of British Heavy Metal The glory Days, dass das Album „zwischen hartem Prog-Rock- und innovativem prä-NWoBHM-Sound“ pendelt. Zudem sei die Musik eine Mischung aus Queen und Judas Priest. Auch in The International Encyclopedia of Hard Rock and Heavy Metal wird die Musik als ein Mix aus Queen und Judas Priest beschrieben.

## Diskografie
- 1978: Searching (Single, Gull Records)
- 1979: First Investment (Album, Gull Records)
- 1980: Fast World (EP, Hobo Records)